# Fuller Dome
Fuller Dome är en bergstopp i Antarktis. Den ligger i den centrala delen av kontinenten. Nya Zeeland gör anspråk på området. Toppen på Fuller Dome är 2 852 meter över havet, eller 231 meter över den omgivande terrängen. Bredden vid basen är 3,4 km.
Terrängen runt Fuller Dome är kuperad norrut, men söderut är den platt.  Trakten är obefolkad. Det finns inga samhällen i närheten.